# Amorica
| Recensione | Giudizio |
| ---------- | -------- |
| AllMusic   |          |

Amorica è il terzo album in studio del gruppo musicale statunitense The Black Crowes, pubblicato dalla American Recordings nel 1994.

## Descrizione
Nel novembre 1993 il gruppo entrò in studio per registrare il terzo album. Le sessioni durarono fino al febbraio 1994, ma i fratelli Robinson erano poco soddisfatti del risultato finale, per cui scartarono il progetto originario che doveva chiamarsi Tall. Dopo aver scritto nuove canzoni, la band ritornò ai Sound City Studios di Los Angeles tra maggio e giugno, per finalizzare quello che diventerà Amorica.
La copertina, che riprendeva un'immagine utilizzata nel 1976 dalla rivista Hustler in cui si intravede del pelo pubico, fu considerata scandalosa dalle grandi catene americane come Kmart e Walmart, cosicché l'album uscì in una nuova edizione con copertina nera. Anche se i brani proposti come singoli non ebbero grande successo, Amorica raggiunse lo stato di disco d'oro, vendendo mezzo milione di copie.

## Tracce
Testi e musiche di Chris Robinson e Rich Robinson.
1. Gone – 5:08
2. A Conspiracy – 4:46
3. High Head Blues – 4:01
4. Cursed Diamond – 5:56
5. Nonfiction – 4:16
6. She Gave Good Sunflower – 5:48
7. P. 25 London – 3:38
8. Ballad in Urgency – 5:39
9. Wiser Time – 5:33
10. Downtown Money Waster – 3:40
11. Descending – 5:42

## Formazione
Gruppo
- Chris Robinson – voce, armonica a bocca
- Rich Robinson – chitarra
- Marc Ford – chitarra
- Johnny Colt – basso
- Steve Gorman – batteria
- Eddie Harsch – tastiere

Altri musicisti
- Jimmy Ashhurst – mandolino
- Bruce Kaphan – pedal steel guitar
- Eric Bobo – percussioni

## Classifiche
Album
| Classifica (1994) | Posizione massima |
| ----------------- | ----------------- |
| Regno Unito       | 8                 |
| Stati Uniti       | 11                |

Singoli
| Anno | Singolo         | Classifica              | Posizione |
| ---- | --------------- | ----------------------- | --------- |
| 1994 | A Conspiracy    | Mainstream Rock Airplay | 5         |
| 1995 | High Head Blues | Mainstream Rock Airplay | 8         |
| 1995 | Wiser Time      | Mainstream Rock Airplay | 7         |